# Antoni Kozłowski (biskup)
Antoni Stanisław Kozłowski (ang. Anthony Stanislaus Kozlowski; ur. 12 stycznia 1857 w Zakroczymiu, zm. 14 stycznia 1907 w Chicago) – biskup starokatolicki, zwierzchnik Diecezji Starokatolickiej w Stanach Zjednoczonych Ameryki

## Życiorys

### Ksiądz rzymskokatolicki
Pochodził z polskiej rodziny ziemiańskiej. Młodość spędził w Bułgarii. Tam też zdobywał edukację i rozpoczął studia teologiczne. Następnie został misjonarzem na terenie Imperium Osmańskiego. Odbył podróże po Azji Mniejszej, Grecji i Palestynie.
Po jakim czasie wstąpił do zakonu trapistów. Z powodów zdrowotnych zmuszony był opuścić klasztor i zrezygnować z życia mniszego. Osiadł we Włoszech. 15 sierpnia 1886 roku w Tarencie przyjął święcenia kapłańskie z rąk arcybiskupa Pietro Jorio. Następnie został rektorem w seminarium duchownym w Tarencie. Kontynuował jednocześnie studia, które zakończył doktoratem z teologii.
W 1894 roku został wysłany do pracy duszpasterskiej wśród Polonii w Stanach Zjednoczonych Ameryki. Otrzymał funkcję wikariusza w parafii rzymskokatolickiej św. Jadwigi w Chicago, którą opiekowali się zakonnicy ze zgromadzenia zmartwychwstańców. Nie mógł jednak tam dojść do porozumienia ze swoim przełożonym. W krótkim czasie zaczął działać na rzecz zmian personalnych w placówce i zbierać podpisy pod petycją usunięcia ze stanowiska miejscowego proboszcza, Józefa Barzyńskiego. Śledztwo podjęte na wniosek Antoniego Kozłowskiego przez arcybiskupa Chicago nie wykazało żadnych uchybień na parafii. Pociągnęło jednak za sobą restrykcje wobec samego wikarego. Jego odsunięcie od pracy duszpasterskiej, a następnie suspendowanie.
Ksiądz Kozłowski złożył apelację do Delegatury Apostolskiej w Waszyngtonie na decyzję ordynariusza i wyjechał z Chicago do Teksasu. Tam próbował znaleźć dla siebie miejsce. Kary kościelne utrudniały mu jednak otrzymanie od miejscowych biskupów rzymskokatolickich zgody na działalność duszpasterską wśród lokalnej Polonii. W tym czasie w chicagowskiej parafii św. Jadwigi doszło do wystąpienia części wiernych przeciwko ich zdaniem krzywdzącemu zarządzeniu. Gdy odwołanie do delegatury w Waszyngtonie nie przyniosło skutków sympatycy działań księdza Antoniego Kozłowskiego przeciwko proboszczowi Józefa Barzyńskiemu postanowili założyć niezależną parafię narodową.

### Biskup starokatolicki
20 kwietnia 1895 roku Antoni Kozłowski namawiany przez swoich sympatyków powrócił do Chicago i stanął na czele niezależnej parafii polonijnej Wszystkich Świętych, która wyodrębniła się z parafii rzymskokatolickiej św. Jadwigi w Chicago. Następnie nie widząc dla siebie szans na pojednanie z arcybiskupem chicagowskim rozpoczął budowę kościoła parafialnego czym 29 września 1895 roku ściągnął na siebie ekskomunikę.
Jako kapłan niezależny i niepodlegający jurysdykcji żadnego biskupa Antoni Kozłowski rozpoczął działania konsolidacji podobnych do jego parafii wspólnot w jeden Kościół. W 1897 roku zorganizował zjazd przedstawicieli polonijnych parafii narodowych w Stanach Zjednoczonych Ameryki. Podczas tego kongresu ukonstytuowano zasady Kościoła Polskokatolickiego i podjęto kroki w celu przyłączenia nowej denominacji do Unii Utrechckiej Kościołów Starokatolickich.
7 maja 1897 roku Antoni Kozłowski został wybrany biskupem. Następnie udał się do Europy na zaproszenie hierarchów starokatolickich. 21 listopada 1897 roku w Bernie przyjął sakrę biskupią z rąk: Edwarda Herzoga z Kościoła Chrześcijańskokatolickiego, Gerarda Gula z Kościoła Utrechtu oraz Teodora Webera z Kościoła Starokatolickiego Niemiec. Po konsekracji i przystąpieniu do interkomunii z Unią Utrechcką stanął na czele Diecezji Starokatolickiej w Stanach Zjednoczonych Ameryki. Jego konsekracja spotkała się z natychmiastową reakcją Stolicy Apostolskiej. 26 kwietnia 1898 roku papież Leon XIII uznał, że czynem tym Antoni Kozłowski zaciągnął na siebie ekskomunikę większą.
W 1898 roku biskup Antoni Kozłowski zwołał I Synod Kościoła Polskokatolickiego w Chicago, na który przybyło 62 delegatów świeckich i 13 duchownych. Na zgromadzeniu tym uchwalono zasady organizacyjne i doktrynalne nowej denominacji. Przyjęto ustrój episkopalno-synodalny. Wprowadzono zasadę wyboru biskupa przez duchowieństwo i lud. Postanowiono zachować naukę katolicką opartą na nauczaniu Apostołów oraz na tekście Biblii. Uznano i przyjęto Tradycję, nauczanie Ojców Kościoła oraz wyznanie wiary sformułowane przez św. Atanazego. Uznano za ważne postanowienia Soboru trydenckiego z wyjątkiem tych, które nie były zgodne z hasłami głoszonymi przez Kościół Polskokatolicki. Odrzucono dogmat sformułowany na Soborze watykańskim I o nieomylności papieża, uznano jednak dogmat o Niepokalanym Poczęciu Najświętszej Marii Panny. Odrzucono władzę zwierzchnią biskupa Rzymu. Stwierdzono, że każda parafia polskokatolicka jest samorządna w kwestiach administracyjnych i majątkowych, a do biskupa Kościoła należą jedynie rozstrzygnięcia w kwestiach religijnych i w sprawach duchownych.
Na przełomie XIX i XX wieku biskup Kozłowski podjął dialog ekumeniczny z Rosyjskim Kościołem Prawosławnym w Ameryce i Kościołem Episkopalnym w Stanach Zjednoczonych Ameryki. Rozpoczął ożywioną korespondencję z biskupami tych wyznań, a zwłaszcza z Charlesem Chapmanem Graftonem. Był uczestnikiem konferencji i synodów episkopalian amerykańskich.
W 1900 roku uczestniczył na zaproszenie biskupa episkopalnego, Charlesa Chapmana Graftona jako gość i obserwator ze strony Kościołów starokatolickich w konsekracji koadiutora episkopalnej diecezji Fond du Lac, Reginalda Wellera. W tym czasie Kościół Polskokatolicki liczył około 80 tysięcy wiernych skupionych w 26 parafiach, które znajdowały się w stanach: New Jersey, Ohio, Pensylwania, Wisconsin, Illinois oraz w Kanadzie.
W 1904 roku biskup Antoni Kozłowski zwołał II Synod Kościoła Polskokatolickiego, na którym postanowiono o wprowadzeniu bezżeństwa księży Kościoła Polskokatolickiego. Podjął także nieudane rozmowy z Franciszkiem Hodurem mające na celu utworzenie w Stanach Zjednoczonych Ameryki jednej wspólnoty z diecezjami w Chicago i Scranton. W tym samym roku uczestniczył w kongresie starokatolickim w Olten. Rozszerzył działalność swojej diecezji o jurysdykcję nad parafiami starokatolickimi zrzeszającymi wiernych innych narodowości niż polska. Podjął się budowy obiektów użyteczności publicznej w Chicago: szpitala św. Antoniego, domu dziecka i domu starców.
W 1905 roku Antoni Kozłowski konsekrował na swojego biskupa pomocniczego i koadiutora, Jana Franciszka Tichego, który z ramienia Unii Utrechckiej otrzymał funkcję starokatolickiego ordynariusza dla Czechów i Słowaków w Stanach Zjednoczonych Ameryki.
W 1906 roku Antoni Kozłowski podupadł na zdrowiu. Postanowił zrezygnować z probostwa parafii Wszystkich Świętych w Chicago. Jego miejsce na tym stanowisku zajął ksiądz Jan Tomaszewski.
Biskup zmarł nagle w 1907 roku. Pochowany został na cmentarzu parafii PNCC Wszystkich Świętych w Chicago.

### Konsekwencje śmierci biskupa
Założony przez Antoniego Kozłowskiego Kościół Polskokatolicki nie przetrwał swego fundatora. Przez kilka lat działał administrowany przez kilku wikariuszy. Żaden jednak nie mógł dorównać jego charyzmie.
W 1907 roku członkowie wspólnoty rozpoczęli rozmowy z niezależną polonijną wspólnotą ze Scranton i w 1909 roku podjęli decyzję o połączeniu się z Polskim Narodowym Kościołem Katolickim. Parafie te stały się zalążkiem Diecezji Zachodniej PNKK. Część wiernych Kościoła Polskokatolickiego, która nie przystąpiła się do PNKK, przeszła pod jurysdykcję biskupa Stefana Kamińskiego z Buffalo.
Śmierć Antoniego Kozłowskiego pozwoliła Franciszkowi Hodurowi na podjęcie starań o sakrę biskupią w Utrechcie i późniejsze przyjęcie Polskiego Narodowego Kościoła Katolickiego do Unii Utrechckiej Kościołów Starokatolickich.